# Batalion „Barbarigo”
Batalion „Barbarigo” (wł. Battaglione "Barbarigo") – jednostka wojskowa Sił Zbrojnych RSI podczas II wojny światowej.
Batalion został sformowany pod nazwą „Maestrale” w listopadzie 1943 r. w bazie morskiej w La Spezia z ochotników i marynarzy, dla których zabrakło okrętów. Wchodził w skład Dywizji „Decima” X Flotylli MAS. Faktycznie działał samodzielnie. Składał się z czterech kompanii. W styczniu 1944 r. przemianowano go na „Barbarigo”, na cześć słynnego okrętu podwodnego dowodzonego przez kpt. Enzo Grossiego. Dowódcą batalionu został kpt. korwety Umberto Bardelli. 19 lutego 1944 r. batalion został wysłany pod Anzio, gdzie dołączył do wojsk niemieckich walczących z desantem morskim sił alianckich (patrz: Operacja Shingle). Był podporządkowany niemieckiej 715 Dywizji Piechoty. 31 maja został wycofany do Rzymu. Na pocz. czerwca powrócił do La Spezia. Na pocz. lipca przeniesiono go do Piemontu dla odpoczynku i uzupełnienia stanów liczebnych. Stacjonował nad jeziorem Viverone, a następnie w rejonie Pont-Canavese. 8 lipca podczas rokowań z partyzantami zginął kpt. korwety U. Bardelli wraz z kilkoma żołnierzami batalionu. Na pocz. października z powodu coraz silniejszej aktywności partyzantów batalion przeszedł do Rimordono. Na przełomie 1944/1945 r. w ramach operacji antypartyzanckiej „Aquila” wraz z Batalionami „Saggitario”, „Fulmine”, „Lupo” i Nuotatori paracadutisti toczył ciężkie walki w okolicy Goriziano z oddziałami jugosłowiańskiego IX Korpusu Partyzanckiego. Następnie znowu odesłano go na odpoczynek. Pod koniec marca 1945 r. trafił na front w rejonie Argente i Imola. W kwietniu znalazł się w rejonie Vittorio Veneto. 30 kwietnia poddał się Brytyjczykom i Nowozelandczykom w Padwie. Mottem batalionu było: Siamo quelli che siamo.